# Iassus flavoscutatus
Iassus flavoscutatus är en insektsart som beskrevs av Blanchard 1852. Iassus flavoscutatus ingår i släktet Iassus och familjen dvärgstritar. Inga underarter finns listade i Catalogue of Life.